# 29982 Sarahwu
29982 Sarahwu este un asteroid din centura principală de asteroizi.

## Descriere
29982 Sarahwu este un asteroid din centura principală de asteroizi. A fost descoperit pe 4 octombrie 1999 la Socorro, New Mexico, în cadrul proiectului LINEAR. Asteroidul prezintă o orbită caracterizată de o semiaxă mare de 2,24 ua, o excentricitate de 0,03 și o înclinație de 6,1° în raport cu ecliptica.